# Inyospitsmuis
De inyospitsmuis (Sorex tenellus)  is een zoogdier uit de familie van de spitsmuizen (Soricidae). De wetenschappelijke naam van de soort werd voor het eerst geldig gepubliceerd door Merriam in 1895.

## Voorkomen
De soort komt voor in de Verenigde Staten.